# Котельницьке сільське поселення
Коте́льніцьке сільське поселення (рос. Котельничское сельское поселение) — адміністративна одиниця у складі Котельницького району Кіровської області Росії. Адміністративний центр поселення — присілок Караул.

## Історія
Станом на 2002 рік на території сучасного поселення існували такі адміністративні одиниці:
- Котельніцький сільський округ (присілки Богомолови, Весніни, Висотіни, Вороб'ї, Демінська, Жданови, Караул, Кінець, Лелекови, Любіха, Пузиренки, Ромінська, Сівкови, Старостіни, Шабаліни)

Поселення було утворене згідно із законом Кіровської області від 7 грудня 2004 року № 284-ЗО у рамках муніципальної реформи шляхом перетворення Котельніцького сільського округу.

## Населення
Населення поселення становить 1087 осіб (2017; 1110 у 2016, 1108 у 2015, 1122 у 2014, 1149 у 2013, 1168 у 2012, 1174 у 2010, 1334 у 2002).

## Склад
До складу поселення входять 14 населених пунктів:
| Населений пункт      | Населення, осіб (2002) | Населення, осіб (2010) |
| -------------------- | ---------------------- | ---------------------- |
| Богомолови, присілок | 33                     | 23                     |
| Веснини, присілок    | 73                     | 59                     |
| Висотіно, присілок   | 0                      | 0                      |
| Вороб'ї, присілок    | 5                      | 1                      |
| Демінська, присілок  | 7                      | 9                      |
| Жданови, присілок    | 0                      | 0                      |
| Караул, присілок     | 721                    | 635                    |
| Кінець, присілок     | 0                      | -                      |
| Лелекови, присілок   | 44                     | 42                     |
| Любіха, присілок     | 1                      | 0                      |
| Пузиренки, присілок  | 55                     | 47                     |
| Ромінська, присілок  | 272                    | 232                    |
| Сівкови, присілок    | 2                      | 0                      |
| Старостини, присілок | 41                     | 44                     |
| Шабаліни, присілок   | 80                     | 82                     |